# Lana Zreik
Lana Zreik (en arabe لنا زريق ; en hébreu :  לאנה זריק) est une actrice arabe israélienne. 
Elle a un Bachelor of Arts en études théâtrales et en anglais de l’Université de Haïfa, dont elle a reçu une bourse d’excellence en 2003. Elle a également une longue pratique de la danse dans différents styles, dont le flamenco. Elle se produit dans des répertoires variés : cinéma, télévision, théâtre pour adultes et enfants, marionnettes, danse, contes.

## Filmographie
- 2020 : 200 mètres, d'Ameen Nayfeh
- 2013 : Dancing in Jaffa de Hilla Medalia : elle-même, jurée du concours de danse
- 2011 : Le Serment de Peter Kosminsky : Rabab
- 2010 : Miral de Julian Schnabel : Sara
- 2009 : Pink Subaru de Kazuya Ogawa : Aisha
- 2008 : Les Citronniers d'Eran Riklis : Laila, la fille de Salma
- 2008 : Sense of Need de Shady Srour : Villageoise de Terre sainte no 5

## Théâtre
- 2008 : My name is Rachel Corrie, d’après les écrits de Rachel Corrie, au théâtre Al-Midan de Haïfa (monologue)[2]
- 2007 : La Voix humaine de Jean Cocteau, mise en scène de Mounir Bakri, au Centre dramatique d'Acre (monologue)[3]